# Sergej Ivanovič Ovčinnikov
Sergej Ivanovič Ovčinnikov (rus. Сергей Иванович Овчинников) (Moskva, 11. listopada 1970.) je ruski nogometni trener i umirovljeni nogometni vratar. Trenutno radi kao trener vratara u CSKA Moskvi.
U veljači 2007., članom je Dinama iz Moskve. Svojim izvrsnim igrama stekao je izborničko povjerenje, tako da je i nastupao za Rusiju.
Bio je prije igračem "Benfice" i "F.C. Porta", a onda se vratio u Rusiju 2002. igrati za "Lokomotivu" iz Moskve.
Na Euru 2004. je nastupio u dva susreta za Rusiju, a protiv Portugala je isključen zbog igranja rukom izvan kaznenog prostora. Ovaj događaj je doveo do sukoba vratara s navijačem.